# Georgina Abela
Georgina Abela (23 april 1959) is een Maltese zangeres. Ze vertegenwoordigde Malta op het Eurovisiesongfestival 1991 aan de zijde van Paul Giordimaina met het lied Could it be. Malta wilde al enkele jaren opnieuw deelnemen aan het songfestival maar de boot werd door de EBU afgehouden, toen Nederland afhaakte in '91 mocht Malta voor 1 jaar die plaats innemen. Maar Paul en Georgina eindigden 6de waardoor ze Malta terug op de eurovisiekaart zetten en sindsdien is het eiland elk jaar er bij.
Georgina probeerde in de volgende jaren opnieuw deel te nemen maar zonder succes.

## Deelnames Maltese preselectie
- 1991 - Could it be (1ste)
- 1994 - Remember the beginning (3de)
- 1995 - That little bit of heaven (niet bij top 3)
- 1996 - Can I reach you (niet bij top 3)
- 1997 - Make me your girl (10de)
- 1998 - Morning rain (12de)
- 1999 - Who whill be there (3de)
- 2004 - Close to my heart (15de)

1971: Joe Grech · 
1972: Helen & Joseph · 
1975: Renato · 
1991: Paul Giordimaina & Georgina · 
1992: Mary Spiteri · 
1993: William Mangion · 
1994: Chris & Moira · 
1995: Mike Spiteri · 
1996: Miriam Christine · 
1997: Debbie Scerri · 
1998: Chiara · 
1999: Times Three · 
2000: Claudette Pace · 
2001: Fabrizio Faniello · 
2002: Ira Losco · 
2003: Lynn Chircop · 
2004: Julie & Ludwig · 
2005: Chiara · 
2006: Fabrizio Faniello · 
2007: Olivia Lewis · 
2008: Morena · 
2009: Chiara · 
2010: Thea Garrett · 
2011: Glen Vella · 
2012: Kurt Calleja · 
2013: Gianluca Bezzina · 
2014: Firelight · 
2015: Amber · 
2016: Ira Losco · 
2017: Claudia Faniello · 
2018: Christabelle · 
2019: Michela · 
2021: Destiny Chukunyere · 
2022: Emma Muscat · 
2023: The Busker · 
2024: Sarah Bonnici · 
2025: Miriana Conte